# Bogosus tomoderoides
Bogosus tomoderoides es una especie de coleóptero de la familia Anthicidae.

## Distribución geográfica
Habita en Etiopía.